# Prix de la Paix de Stuttgart
Le prix de la Paix de Stuttgart, en allemand : Stuttgarter Friedenspreis, est un prix annuel de 5 000 €, remis par l'organisation non gouvernementale Die AnStifter, à des personnes ou des projets qui sont impliquées pour la paix, la justice et la solidarité mondiale.

## Lauréats
- 2024: Correctiv
- 2023: Seebrücke Baden-Württemberg
- 2022: Reporters sans frontières
- 2021: Maria Kolesnikova[1]
- 2020: Julian Assange
- 2019: Sea-Watch
- 2018: Emma González
- 2017: Aslı Erdoğan
- 2016: Jürgen Grässlin (de)
- 2015: Giuseppina Maria Nicolini
- 2014: Edward Snowden
- 2013: Enio Mancini et Enrico Pieri, survivants du massacre de Sant'Anna di Stazzema en Toscane, durant la Seconde Guerre mondiale.
- 2012: Appel à l'action – stop au trafic d'armes !
- 2011: Fatuma Abdulkadir Adan
- 2010: Werner Baumgarten, pasteur et militant pour les demandeurs d'asile et les réfugiés.
- 2009: Susan Bardosz et Árpád Pusztai, scientifiques en génie génétique.
- 2008: POEMA (de) (programme de lutte contre la pauvreté et pour la protection de l'environnement dans la forêt amazonienne.
- 2007: Agustin Aguayo (de), vétéran de la guerre d'Irak et déserteur.
- 2006: Wolfram Hülsemann (de)
- 2005: Giuliana Sgrena, journaliste italienne.
- 2004: Lama Tarayra
- 2003: Comité pour les droits fondamentaux et la démocratie (en)